# 巴尔比通
巴尔比通（希臘語：βάρβιτον，或），或譯巴比托，是一种古希腊弦樂器。它区别于与希腊古罗马古典文化有关的里拉琴。在古希腊，抒情诗通常伴着巴尔比通或别的弦乐器演奏。